# 珀聚勒
珀聚勒（法語：Pezuls，法語發音：[pəzyl]）是法国多尔多涅省的一个市镇，属于贝尔热拉克区。

## 地理
珀聚勒（44°54'48"N, 0°48'27"E）面积10.38 平方千米，位于法国新阿基坦大区多爾多涅省，该省份为法国西南部内陆省份，是法國本土面积第三大的省，大致对应佩里戈尔地区，北起顺时针与夏朗德省、上维埃纳省、科雷兹省、洛特省、洛特-加龙省、吉倫特省和滨海夏朗德省接壤。
与珀聚勒接壤的市镇（或旧市镇、城区）包括：特雷莫拉、莫扎克和大卡斯唐、波纳、卢伊尔河-科多河谷村、圣富瓦德隆加。
珀聚勒的时区为UTC+01:00、UTC+02:00（夏令时）。

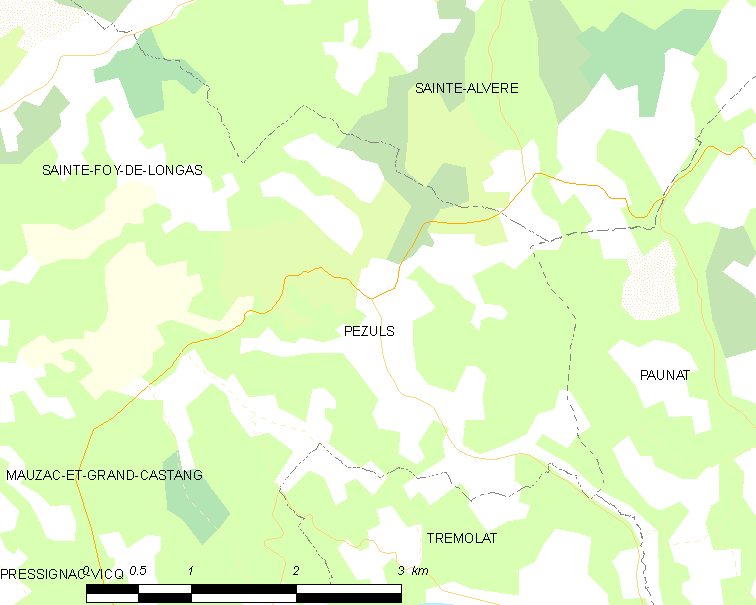
珀聚勒的OSM定位图

## 行政
珀聚勒的邮政编码为24510，INSEE市镇编码为24327。

## 政治
珀聚勒所属的省级选区为拉兰德县。

## 人口

1962-2008年间珀聚勒人口变化图示

珀聚勒于2022年1月1日时的人口数量为118人。